# Quinta da Bacalhoa
La Quinta da Bacalhoa (anche noto con il nome di Palácio dos Albuquerques) è una storica residenza di campagna situata in località Azeitão nel distretto di Setúbal in Portogallo.
La costruzione dei primi edifici della tenuta risale al 1427 su ordine di Giovanni d'Aviz, nono figlio del sovrano Giovanni I. Ereditò la tenuta la figlia Beatrice d'Aviz, madre del futuro sovrano Manuele I detto l'avventuroso che iniziò un'opera di ammodernamento degli edifici. Nel 1528 la tenuta venne venduta a Brás de Albuquerque, primogenito di Alfonso de Albuquerque.
A Brás si deve l'aspetto attuale dell'edificio, dai suoi viaggi in Italia (1521/22) riportò in patria il gusto per l'architettura rinascimentale, lo testimoniano la simmetria della pianta, delle aperture, delle scale e numerosi elementi riconducibili allo stile come i colonnati e i medaglioni decorativi, alcuno opera di Luca della Robbia.